# New England Revolution
O New England Revolution é um clube de futebol profissional estadunidense sediado na cidade de Foxborough, na Grande Boston, em Massachusetts. Fundado em 1994, o time compete na Major League Soccer (MLS) desde sua edição inaugural, fazendo parte da Conferência Leste da liga. O nome "Revolution" (Revolução) refere-se ao envolvimento significativo da região da Nova Inglaterra (em inglês: New England) na Revolução Americana que ocorreu de 1775 a 1783.
O New England manda seus jogos em casa no Gillette Stadium. O clube é propriedade de Robert Kraft, dono também do New England Patriots. Seu primeiro grande título foi a U.S. Open Cup de 2007, seguido da SuperLiga Norte-Americana de 2008. É o maior vencedor da Conferência Leste, junto com o D.C. United, com 5 títulos da Conferência, embora nunca tenha conquistado uma MLS Cup em suas oportunidades. Em 2021, eles conquistaram seu primeiro Supporters' Shield.

## História
Foi fundado em 1995 na cidade de Foxborough, no estado de Massachusetts. O nome Revolution (Revolução em inglês) se refere ao processo de Independência dos Estados Unidos da América que também é conhecido pelo nome de Revolução Americana, que teve como grande palco a região da Nova Inglaterra.

### 2007- O primeiro título:US Open Cup
Seus torcedores nunca perderam a esperança e tinham certeza que chegariam ao tão ambicionado primeiro título. E sua fé foi recompensada, pois, em 3 de outubro de 2007, os Revs finalmente tiveram a sua primeira conquista: a US Open Cup. O adversário batido foi o FC Dallas e os gols dos Revs foram marcados por Pat Noonan aos 21 minutos do primeiro tempo, Taylor Twellmann aos 41 minutos e Wells Thompson fez o gol do título aos 12 minutos do segundo tempo. Arturo Álvarez e Abe Thompson descontaram para o Dallas. Placar final: 3x2 para o New England Revolution e fim da "seca"! Sua boa performance durante os dois turnos da MLS Cup antes do playoff final lhe valeu, pela primeira vez, uma vaga na Superliga em 2008. A campanha realizada em 2007 também lhe deu o direito de participar da primeira Liga dos Campeões da CONCACAF, a ser realizada na temporada 2008-2009.

### 2008- O primeiro título internacional:Superliga
Em sua primeira participação na Superliga, em 2008, chegou de forma invicta à grande final. O adversário foi seu arquirrival nas duas últimas decisões da MLS Cup: o Houston Dynamo. No tempo normal, a partida terminou empatada em 2x2 (com gols de Steve Ralston e Shalrie Joseph para os Revs) e foi para a decisão por pênaltis. O goleiro Matt Reis defendeu dois pênaltis, foi o heróis da partida e os Revs sagraram-se campeões da América do Norte, seu título mais importante até o momento. Em 2009, ficaram em 3º lugar na competição. Em 2010, chegaram novamente à final e foram vice-campeões.

### 2012 - 2017
A equipe contratou o ex-jogador Jay Heaps como treinador principal. A temporada de 2012 foi outra decepção. Em 2013, a equipe terminou o 3º lugar na Conferência Leste, tornando os playoffs pela primeira vez desde 2009, com a ajuda de um Homegrown jogador de brotamento,Diego Fagundez.
Na edição de abril de 2014 Boston Magazine, a jornalista Kevin Alexander chamado a família Kraft como "a pior proprietários na Liga", em um artigo que contrastava reputação espumante da família como proprietários da NFL com a sua alegada falta de interesse na MLS e da Revolução. [ 5] A temporada de 2014 trouxe sucesso. A Revolução assinado US membro da equipe nacional Jermaine Jones no final de agosto em um contrato de jogador designado. Eles então passou a 10-1-1 raia liderado por Jones e MVP candidato Lee Nguyen para terminar em 2º lugar na temporada regular na Conferência Leste. A Revolução rápido todas as eliminatórias sem perder um jogo, tornando-se a sua primeira final MLS Cup desde 2007. New England perdeu para o LA Galaxy para a 3ª vez na Copa MLS estender sua série sem vitórias em suas aparições gerais MLS Cup.

### 2018 - Era Friedel
A equipe após a temporada de 2017 decidiu renovar-se, contratando uma ex-estrela como treinador. A escolha recaiu em Brad Friedel, que defendeu a seleção americana de 1992 a 2005. Friedel já tinha comandado a seleção americana sub-19.

## Estádios
| Nome             | Localização     | Anos de Uso                          |
| ---------------- | --------------- | ------------------------------------ |
| Foxboro Stadium  | Foxborough      | 1996–2001                            |
| Lusitano Stadium | Ludlow          | 2003–2005 (3 jogos na U.S. Open Cup) |
| Veterans Stadium | New Britain, CT | 2007–2009 (4 jogos na U.S. Open Cup) |
| Jordan Field     | Boston          | 2013–2015 (2 jogos na U.S. Open Cup) |
| Stevenson Field  | Providence, RI  | 2014 (1 jogos na U.S. Open Cup)      |
| Anderson Stadium | Providence, RI  | 2017 (1 jogos na U.S. Open Cup)      |
| Gillette Stadium | Foxborough      | 2002–presente                        |

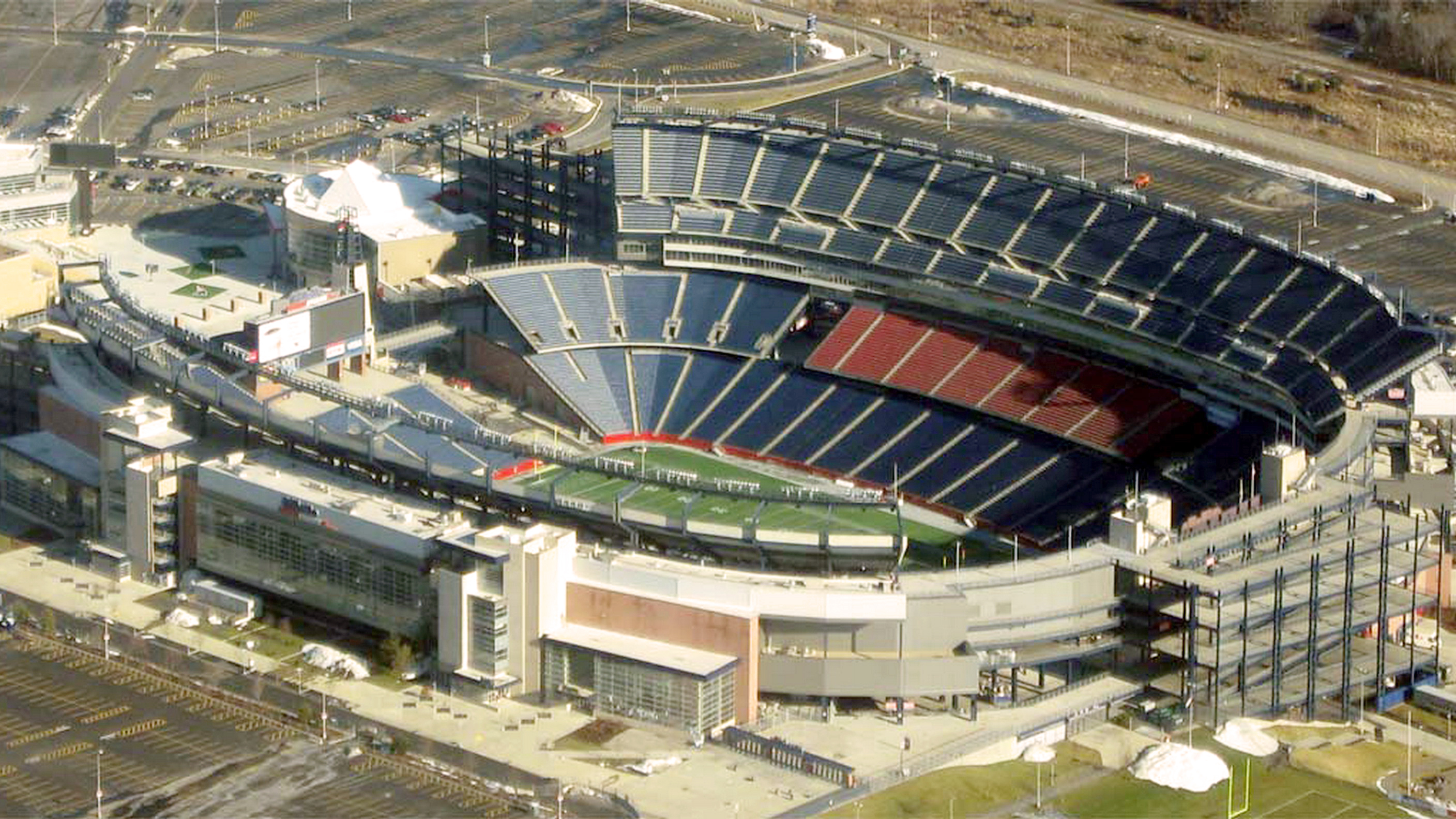
Gillette Stadium, o estádio onde desde 2002 o New England Revolution manda os seus jogos

Entre 1996 e 2001, o New England Revolution mandou seus jogos no Foxboro Stadium, em Foxborough . Desde 2003, o clube joga jogos esporádicos da Lamar Hunt US Open Cup em outros estádios.
Desde 2002, manda suas partidas no Gillette Stadium. Com 65.878 lugares, porém adaptado para 20.000 lugares durante jogos de futebol, o estádio é localizado em Foxborough. O clube divide o estádio com o New England Patriots, da National Football League.

### Estádio específico para futebol
No dia 14 de junho de 2006, a Major League Soccer anunciou que o New England Revolution estava a procura de terrenos em Boston e em outras cidades da Nova Inglaterra para poder construir seu próprio estádio específico para futebol.
Em 2 de agosto de 2007, o Boston Herald noticiou que o New England Revolution estava começando as conversas para construir um estádio de 50.000 a 55.000 lugares em Somerville. Porém as conversas não avançaram. Em 2014 foi anunciado que o time poderia construir um estádio em South Boston visando a candidatura de Boston para os Jogos Olímpicos de Verão de 2024. Porém o Comitê Olímpico dos Estados Unidos preferiu escolher Los Angeles para concorrer as Olimpíadas.

### Média de público
| Temporada | Temp. Regular | Playoffs |
| --------- | ------------- | -------- |
| 1996      | 19.025        | NC       |
| 1997      | 21.423        | 16.233   |
| 1998      | 19.188        | NC       |
| 1999      | 16.735        | NC       |
| 2000      | 15.463        | 10.723   |
| 2001      | 15.645        | NC       |
| 2002      | 16.927        | 19.018   |
| 2003      | 14.641        | 14.823   |
| 2004      | 12.226        | 5.679    |
| 2005      | 12.525        | 13.849   |
| 2006      | 11.786        | 9.372    |
| 2007      | 16.787        | 10.217   |
| 2008      | 17.580        | 5.221    |
| 2009      | 13.732        | 7.416    |
| 2010      | 12.987        | NC       |
| 2011      | 13.222        | NC       |
| 2012      | 14.002        | NC       |
| 2013      | 14.861        | 15.164   |
| 2014      | 16.681        | 26.441   |
| 2015      | 19.626        | NC       |
| 2016      | 20.185        | NC       |
| 2017      | 19,367        | NC       |

NC = Não se classificou;
SPC = Sem partidas em casa

## Cores e escudo
O escudo e as cores do time são inspirados na bandeira dos Estados Unidos. A bola presente no escudo lembra a bola usada na Copa do Mundo de 1994. Desde 2015 o clube usa uma segunda camisa com as cores inspiradas na bandeira da Nova Inglaterra.

## Títulos
| CONTINENTAIS   | CONTINENTAIS              | CONTINENTAIS | CONTINENTAIS                 |
|                | Competição                | Venceu       | Temporadas                   |
| -------------- | ------------------------- | ------------ | ---------------------------- |
|                | SuperLiga Norte-Americana | 1            | 2008                         |
| NACIONAIS      |                           |              |                              |
|                | Competição                | Venceu       | Temporadas                   |
|                | Supporters' Shield        | 1            | 2021                         |
| Estados Unidos | U.S. Open Cup             | 1            | 2007                         |
| REGIONAIS      |                           |              |                              |
|                | Competição                | Venceu       | Temporadas                   |
| Estados Unidos | Conferência Leste         | 5            | 2002, 2005, 2006, 2007, 2014 |

### Outras campanhas de destaque
- MLS Cup
  - Vice-campeão (5): 2002, 2005, 2006, 2007, 2014